# Windell D. Middlebrooks
Windell Middlebrooks (8 de enero de 1979 - 9 de marzo de 2015) fue un actor estadounidense.

## Biografía
Middlebrooks vivió en el vecindario de Riverside, al este de Fort Worth. Estudió y se graduó en Green B. Trimble Technical High School, en esta institución llevó a cabo varias campañas y propuestas para mejorar los estándares de admisión, también ayudó a financiar y organizar una obra de teatro llamada God's Favorite. Desde muy joven actuó en varias obras de teatro, siendo su abuelo y sus tíos su mayor inspiración. Obtuvo una Licenciatura en Teatro en Sterling College en 2002, también estudió en Los Angeles Film Studies Center. Complementó sus estudios actorales con un Máster en Bellas Artes en la Universidad de California en Irvine.
Una de sus primeras actuaciones fue en la serie de comedia Julie Reno: Bounty Hunter que fue transmitida a través de la cadena FOX, donde interpretó al personaje Windell. Apareció en The Suite Life on Deck (como Kirby Morris, el guardia de seguridad), Hannah Montana como el fontanero en un episodio ("No debes pelear para ir a la fiesta"), My Name is Earl y Chocolate News. 
También era conocido por sus anuncios de Gran vida de Molinero. Él retratará al mejor amigo de Adam Carolla en la sitcom de CBS Ace in the Hole (en un papel inicialmente concebido para David Alan Grier, amigo íntimo de Carolla en la vida real). 
A comienzos de 2009 apareció en varios comerciales para la cerveza Miller High Life. Uno de ellos, transmitido el 1 de febrero durante el Super Bowl XLIII. Él era también un invitado sobre el podcast de nivel superior de Carolla el 2 de abril de 2009. Middlebrooks apareció en la serie de HBO Entourage como un repartidor, y como un guardia de seguridad en la 9ª temporada de Fregados.
Entre 2009 y 2010 participó de varios capítulos de la serie Scrubs, donde interpretó al Capitán Duncook. En 2010 participó de un evento benéfico para la recaudación de fondos de los Veteranos de América de Irak y Afganistán. Para mediados de 2011, ejerció como maestro de ceremonias en un evento de alfabetización conocido como Big Read de la Texas Wesleyan University; este evento benefició al Banco de Alimentos del Área de Tarrant.
En 2014 participó de un programa llamado Región 8, cuya temática se basó en el abuso infantil en el sur de Texas. El programa fue «diseñado para crear conciencia sobre el abuso y la negligencia infantil».

## Muerte
El 9 de marzo de 2015, Middlebrooks fue encontrado inconsciente en su casa en el Valle de San Fernando, declarado muerto al llegar a un hospital de Los Ángeles. Inicialmente se desconoció la causa de muerte y su familia emitió un breve comunicado sobre la noticia.
La autopsia reveló que sufrió una embolia pulmonar fatal. Una o más arterias de sus pulmones se habían bloqueado por un coágulo de sangre. Middlebrooks tenía 36 años cuando murió. La película Road Hard (su último papel) se estrenó solo 3 días antes de su fallecimiento.
Varios actores, entre ellos, Dylan Sprouse, Cole Sprouse, Brenda Song y Debby Ryan reaccionaron a su muerte expresando públicamente sus condolencias. Miller High Life también hizo lo mismo a través de un mensaje y la publicación de una fotografía.

## Filmografía
| Año       | Título                            | Rol                               | Notas                                                   |
| --------- | --------------------------------- | --------------------------------- | ------------------------------------------------------- |
| 2005      | Weekends at the DL                | Reggie Shanks / Mohammed          | 2 episodios                                             |
| 2005      | The Bernie Mac Show               | Boogie                            | Episodio: "Pop Pop Goes the Weasel"                     |
| 2006      | Julie Reno: Bounty Hunter         | Windelle                          | Episodio piloto                                         |
| 2006      | All of Us                         | Sugar Scoops Ice Cream Man        | Episodio: "Pretty Woman"                                |
| 2007      | My Name is Earl                   | Landlord                          | Episodio: "Kept a Guy Locked in a Truck"                |
| 2007      | Veronica Mars                     | Big Scary Man / Happy             | Episodio: "Poughkeepsie, Tramps and Thieves"            |
| 2007      | Hannah Montana                    | Plumber                           | Episodio: "You Gotta Not Fight for Your Right to Party" |
| 2007      | Entourage                         | Delivery Guy                      | Episodio: "Gary's Desk"                                 |
| 2008      | Chocolate News                    | Black Ice                         | 2 episodios                                             |
| 2008      | ER                                | Arnie                             | Episodio: "Let It Snow"                                 |
| 2009      | Ace in the Hole                   | Don Braxton                       | Telefilme                                               |
| 2009      | Miss March                        | Bouncer No. 1                     | Película                                                |
| 2009      | Parks and Recreation              | Brian                             | Episodio: "Boys' Club"                                  |
| 2009      | Enlightened!                      | Free Bird                         | Cortometraje                                            |
| 2009–2010 | Scrubs                            | Capitán Duncook                   | 6 episodios                                             |
| 2010      | Cougar Town                       | Gerald                            | Episodio "Everything Man"                               |
| 2008–2010 | The Suite Life on Deck            | Kirby Morris                      | 10 episodios (temporada 1–3)                            |
| 2010      | It's Always Sunny in Philadelphia | Nick                              | 2 episodios                                             |
| 2012      | Body of Proof: The Musical        | Curtis Brumfield                  | Cortometraje                                            |
| 2011–2013 | Body of Proof                     | Curtis Brumfield                  | Reparto principal, 42 episodios                         |
| 2013      | TMI Hollywood                     | Host/Various                      | Un episodio                                             |
| 2014      | The Mason Twins                   | Chance                            | Telefilme                                               |
| 2014      | Mighty Med                        | Señor Patterson / Agente Blaylock | 2 episodios                                             |
| 2015      | Blunt Talk                        | Terrence Hibert                   | Episodio: "A Beaver That's Lost Its Mind"               |
| 2015      | Road Hard                         | Reggie                            | Película                                                |